# گایت یانسن
گایت سارا کیم یانسن (به انگلیسی: Gaite Jansen) (زادهٔ ۲۵ دسامبر ۱۹۹۱)، هنرپیشه اهل روتردام، هلند است. از فیلم‌هایی که وی در آن نقش داشته می‌توان به شخصیت دوشس تاتیانا پتروونا در فصل سوم مجموعه تلویزیونی پیکی بلایندرز شبکهٔ بی‌بی‌سی دو، و ایفای شخصیت فینکس در جت اشاره کرد. یانسن آموزش حرفه‌ای خود را در فرهنگستان هنرهای دراماتیک ماستریخت فرا گرفته‌است.
در سال ۲۰۱۴ یانسن اولین بازی خود را در گروه تئاتر آمستردام، در نقش اوفلیا و در نمایش‌نامه‌ هملت در برابر هملت به کارگردانی گای کاسیرر انجام داد و سپس در همان سال نقش مده‌آ را ایفا کرد.